# Alleghany megye (Észak-Karolina)
Alleghany megye az Amerikai Egyesült Államokban, azon belül Észak-Karolina államban található. Megyeszékhelye és legnagyobb városa Sparta. Lakosainak száma 10 888 fő (2020. április 1.). Alleghany megye Grayson, Surry, Wilkes és Ashe megyékkel határos.

## Népesség
A megye népességének változása:
| Lakosok száma | 11 147 | 11 040 | 10 977 | 10 939 | 10 837 | 10 888 |
|               | 2010   | 2011   | 2012   | 2013   | 2015   | 2020   |